# Clinopodium nepeta subsp. spruneri
Sous-espèce
Clinopodium nepeta subsp. spruneri est une sous-espèce de Clinopodium nepeta, une plante à fleurs de la famille des Lamiaceae et du genre Clinopodium.

## Répartition
Cette sous-espèce est originaire de la région méditerranéenne et du Caucase. Elle a été introduite au Nord-Est des États-Unis et en Tchécoslovaquie.

## Taxonomie
La plante est décrite en premier en 1853 par le botaniste suisse Edmond Boissier, qui la classe au rang d'espèce dans le genre Calamintha, sous le basionyme Calamintha spruneri. En 2011, les botanistes italiens Fabrizio Bartolucci et Fabio Conti la classent dans le genre Clinopodium au rang de sous-espèce, sous le nom trinomial Clinopodium nepeta subsp. spruneri.
Clinopodium nepeta subsp. spruneri a de nombreux synonymes, ayant été classée selon les auteurs dans les genres Calamintha, Clinopodium, Melissa, Nepeta, Satureja ou Thymus, et ayant été considérée comme une sous-espèce, une variété, une forme ou une espèce à part entière :
- Calamintha adscendens Willk. & Lange
- Calamintha baetica Boiss. & Reut.
- Calamintha byzantina K.Koch
- Calamintha calamintha (L.) H.Karst.
- Calamintha canescens J.Presl
- Calamintha glandulosa (Req.) Benth.
- Calamintha macra Klokov
- Calamintha montana Lam.
- Calamintha nepeta Willk.
- Calamintha nepeta subsp. glandulosa (Req.) P.W.Ball
- Calamintha officinalis Moench
- Calamintha officinalis f. brevifrons ilic
- Calamintha pauciflora Lange
- Calamintha spruneri Boiss.
- Calamintha stricta Rchb.f.
- Calamintha vulgaris Garsault
- Clinopodium baeticum (Boiss. & Reut.) Merino
- Clinopodium calamintha (L.) Kuntze
- Clinopodium canescens (J.Presl) Melnikov
- Clinopodium glandulosum (Req.) Kuntze
- Clinopodium nepeta subsp. glandulosum (Req.) Govaerts
- Clinopodium nepeta var. glandulosum (Req.) B.Bock
- Clinopodium officinale (Moench) Gutermann
- Clinopodium spruneri (Boiss.) Melnikov
- Melissa calamintha L.
- Melissa glandulosa (Req.) Benth.
- Melissa glomerata Stokes
- Melissa montana (Lam.) Bubani
- Melissa rotundifolia Sol. ex Lowe
- Nepeta intermedia Lej. ex Rchb.
- Satureja baetica (Boiss. & Reut.) Pau
- Satureja calamintha (L.) Scheele
- Satureja calamintha var. villosissima (Benth.) O.Bolòs & Vigo
- Satureja glandulosa (Req.) Caruel
- Satureja villosa (Boiss.) Druce
- Satureja vulgaris Rouy
- Thymus calamintha (L.) Scop.
- Thymus calaminthoides Rchb.
- Thymus clandestinus Salzm. ex Mutel
- Thymus glandulosus Req.
- Thymus moschatella Pollini